# Rebound Ace

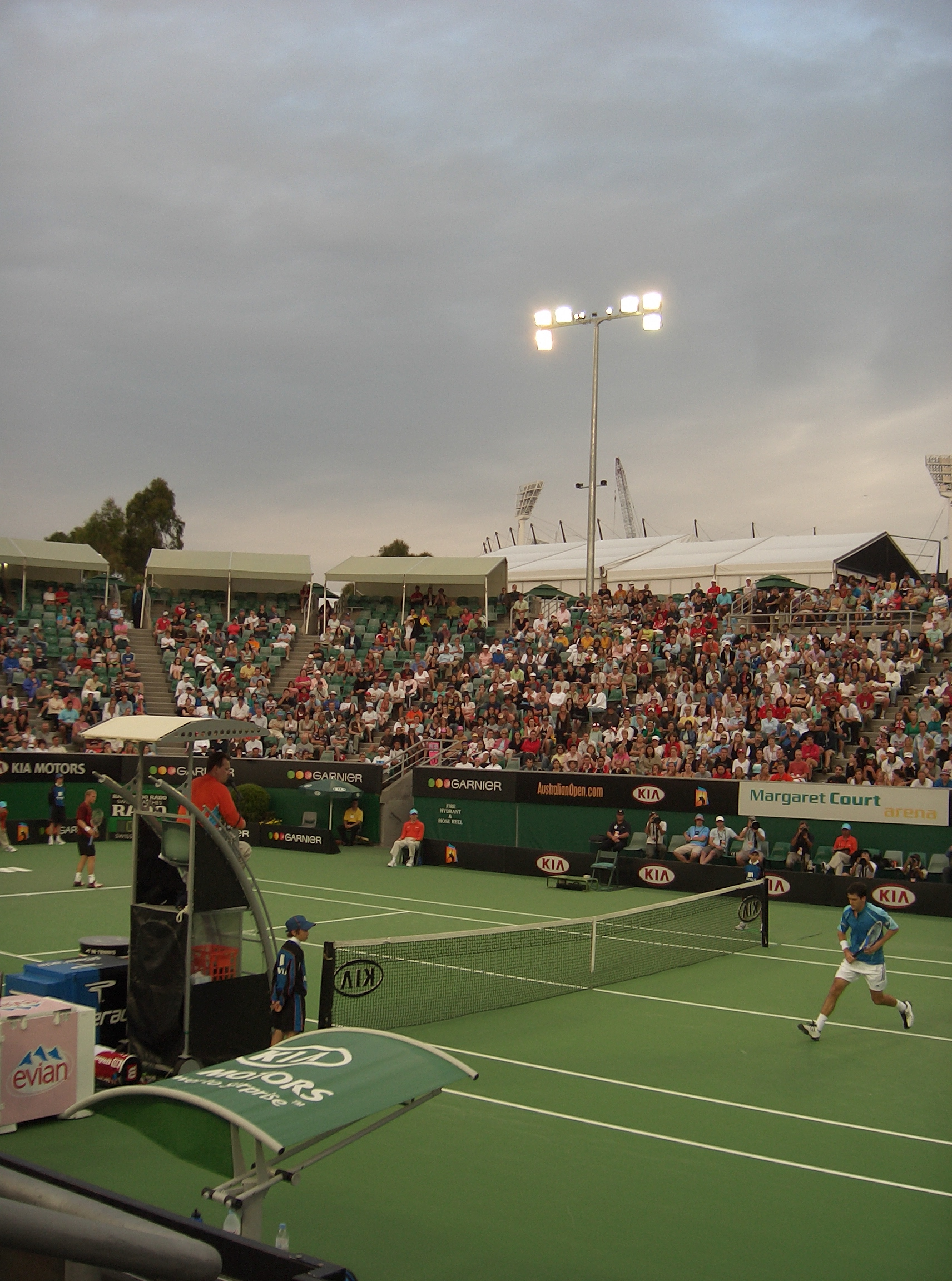
Zelený Rebound Ace v Margaret Court Arena na Australian Open v roce 2006.

Rebound Ace je tvrdý tenisový povrch vytvořený ze směsi polyuretanové gumy a skleněných textilních vláken položený na asfaltové nebo železobetonové vrstvě. Povrch byl vyvinut firmou Rebound Ace Sports Pty Ltd sídlící v australském Brisbane.
V letech 1988 až 2007 se na něm hrál úvodní grandslam sezóny Australian Open, následně byl nahrazen povrchem Plexicushion. Také se stal povrchem tenisového turnaje  na Letních olympijských hrách 2000 v Sydney. Roku 2006 koupila australskou firmu skupina California Sport Surfaces.